# Gonatocerus novickyi
Gonatocerus novickyi is een vliesvleugelig insect uit de familie Mymaridae. De wetenschappelijke naam is voor het eerst geldig gepubliceerd in 1946 door Soyka.